# Népvándorláskor

2–5. századi vándorlások

A népvándorláskor vagy a népvándorlás kora körülbelül a 4-8. század közötti korszak Európában, a késő ókorból a kora középkorba való átmenet időszaka.
A népvándorlás folyamata mindenekelőtt a gótok, vandálok és frankok mozgását foglalta magában, számos más germán és szláv nép, valamint az alánok, avarok, onogurok stb. mellett. A népek elvándorlását a hun betörés válthatta ki, amely a török népek Közép-Ázsiából kiinduló terjeszkedésével állt kapcsolatban, de túlnépesedés vagy a korabeli éghajlatváltozás is okozhatta.
A népek mozgása ezt követően is folytatódott, még jóval a 8. századot követően is, a vikingek, magyarok, besenyők, úzok, kunok, tatárok egymást követő hullámaival, amelyek gyökeresen megváltoztatták Kelet-Európa etnikai összetételét. A nyugat-európai történészek többsége ugyanakkor hagyományosan a Meroving-korig bezáróan tárgyalja a nagy népvándorlás korát, ezen szócikk is ezt a beosztást követi.

## A történeti migrációk típusai
A kora középkor népességmozgásaihoz számos – részben megcáfolt – elképzelés kapcsolódik. Ilyen többek között az, hogy a népvándorlásokat a katonai elit vállalkozásaként vagy hódításokként interpretálják, míg a leggyakoribb tévedés a nomadizálás és a népvándorlások között keresett összefüggés (aminek a germán vagy a szláv résztvevők életmódja ellentmond). Alább a népvándorlásoknak a következő válfajait különíthetjük el:
- Megemlítendő, hogy bizonyos népességváltozások akár több száz évig is elhúzódó mikromigrációs folyamatok voltak, nem pedig felülről vezérelt területváltoztatások.[2] Ide sorolható a keleti germán (gót, gepida, herul) terjeszkedés.
- Ismert, hogy a Rajna és a Felső-Duna közé eső tizedesföldek (agri decumates) területét a 3. század során az alemannok vették birtokukba.[3] Utóbbi esetben a fegyveres hódítás a népességcserével függött össze, jóval a hun támadások által kiváltott menekülés előtt.
- Az Alateus és Saphrax vezette foederati pannoniai letelepítése, a nyugati gótok Al-Dunán való átszállítása, a frankok Galliába költözése a rómaiak tudatos politikájára vallott. Utóbbiak az idegen népek befogadását (recepcio) alkalmazták, nem mindig célravezetően.

## A népvándorlás korának szakaszai

### A germán népek eredete
Mind a keleti gót származású Iordanes, mind a longobárd Paulus diakónus a Skandináv-félszigetről eredeztette népeiket. Utóbb régészeti érvek is alátámasztották, hogy a vaskorban Dél-Skandináviából, a mai Dániából és a szomszédos területekről jelentős népesség mozdult el a Rajna, az Elba és Odera irányába. Déli-délnyugati terjeszkedésüket Julius Caesar (i. e. 100-44) állította meg. A germán népek az ókori római történetírók számára a mai Németországban jelentek meg, ahol etnogenezisükben fontos szerep jutott a keltáknak, míg más csoportjaik a Balti-tenger és a Kárpátok közé eső területeket vették birtokukba, majd a Kr. u. 2-3. században elérték a Fekete-tenger partvidékét. Egyes kutatók vitatták a gótok és más keleti germánok Skandináviából Pomerániába való kivándorlásának tézisét (szerintük az elképzelés írásos forrásokra épül és nincs összhangban a tárgyi leletekkel), mások több csoport időben eltérő elmozdulásával számoltak.

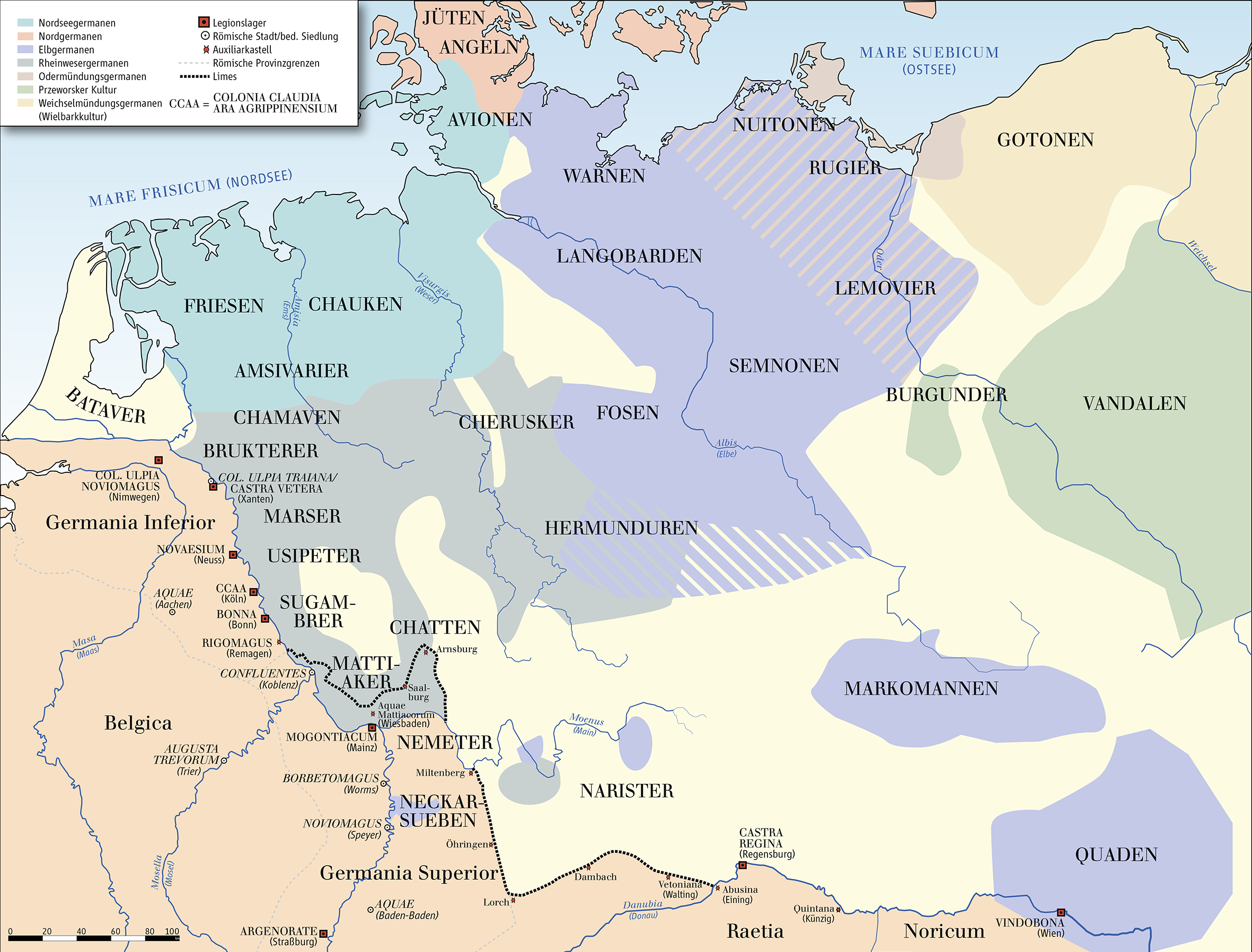
Germánok Kr. u. 50 körül

### A kései antikvitás kora
A népvándorlás időszaka két szakaszra osztható; az első, általában mediterrán szemszögből értékelt szakasz során, a 4-6. század között germán népek fennhatósága alá került a korábbi Nyugatrómai Birodalom legtöbb területe. (Lásd: osztrogótok, vizigótok, burgundok, alánok, angolok, szászok, jütök, szvébek, alemannok.) A vizigótok voltak az elsők, akik 376-ban – a hunok elől menekülve – hivatalosan római területre léphettek. A Római Birodalom azzal a feltétellel fogadta el jelenlétüket, hogy megvédik a Duna vonalát, de azok végül fellázadtak, magát Itáliát is megszállták, sőt Rómát is kifosztották (410), mielőtt megtelepedtek Ibériában, ahol megalapították 200 évig kitartó királyságukat. Őket Nagy Theodorik vezetésével az osztrogótok követték Róma területére, akik magában Itáliában telepedtek le. Észak-Afrikában – rövid hispániai vándorlást követően – a vandálok alapítottak királyságot.

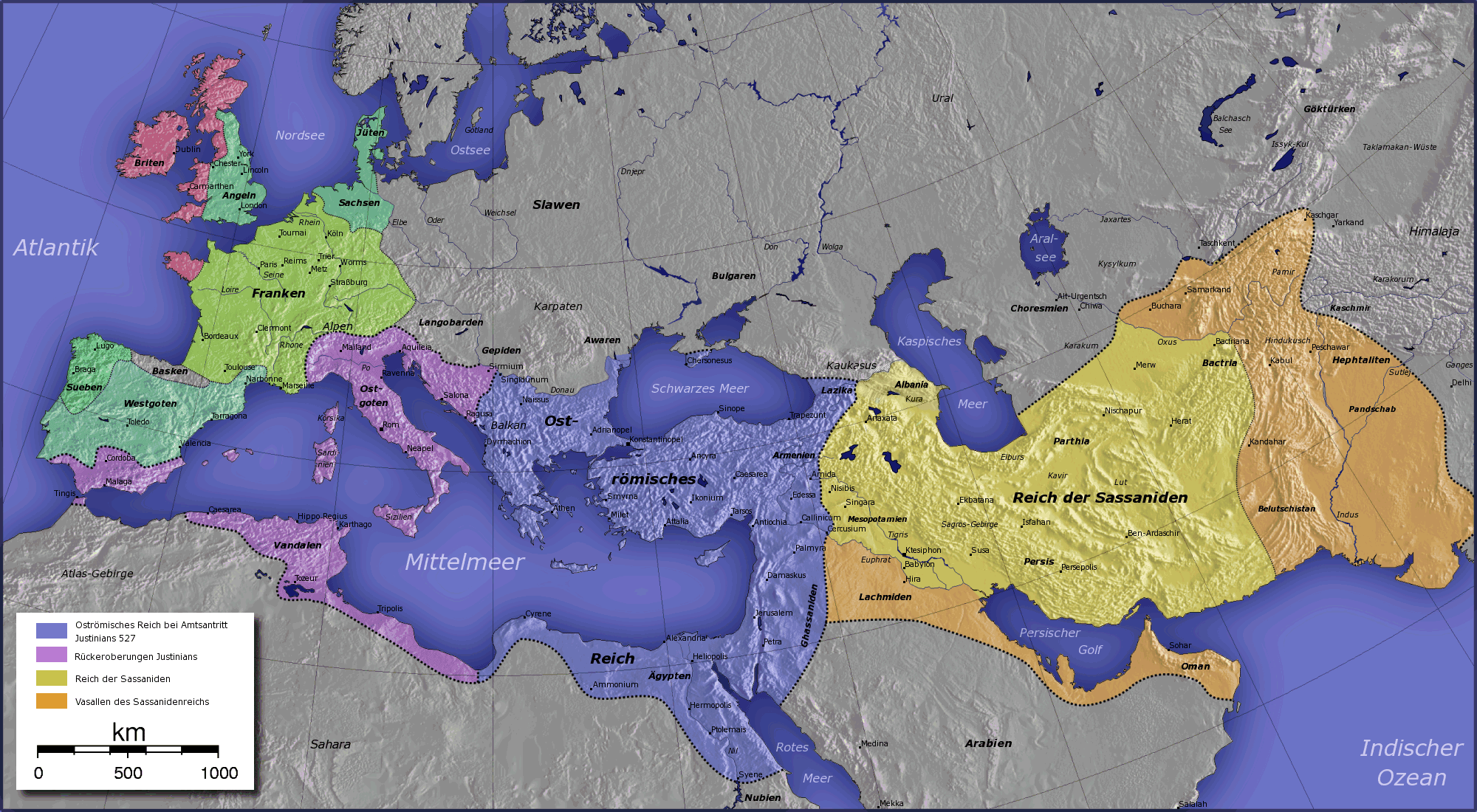
Európa és a Mediterráneum I. Justinianus uralkodásakor

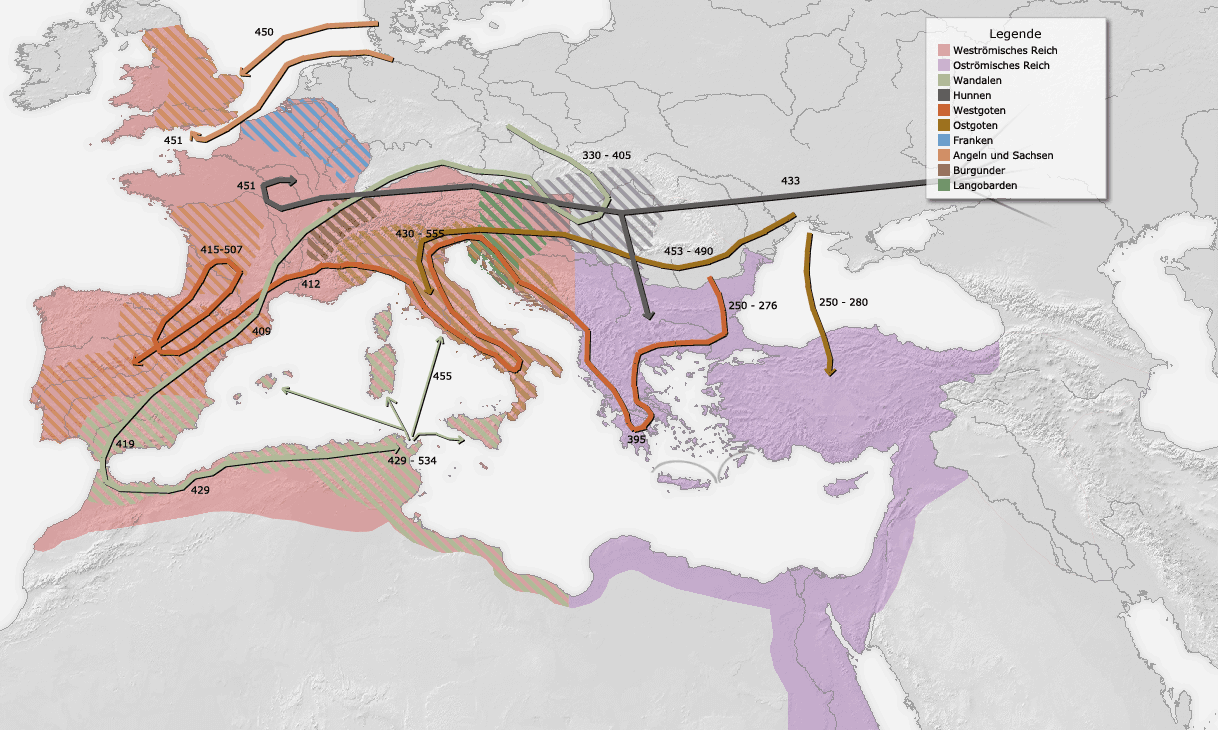
Barbár betörések a népvándorláskorban

Eközben a római Britanniát lassan meghódították az angolok és a szászok. Galliában a több nyugati germán törzs összeolvadásából született frankok, akiknek vezetői általában kiálltak Róma mellett, jóval fokozatosabban és békésebben léptek római területre az 5. században, és a római-gall lakosság általában elfogadta őket uralkodóinak. Elhárítva az alemannok, burgundiaiak és vizigótok okozta kihívásokat, a Frank Királyság vált a majdani Franciaország és Németország magjává. Az a tény, hogy a frankok – az ariánus germánokkal ellentétben – katolikusak voltak, államszervezési szempontból jelentős volt. A germán népek több évszázados vándorlásának lezárulásaként a longobárdok 568-ban elhagyták Pannoniát, megkezdve Itália elfoglalását.

### A népvándorlások vége
Az első szakasz germán népeivel szemben a második hullámban, a 6-8. század között szláv törzsek telepedtek le Kelet-Európában, mindenekelőtt a korábban germán törzsek által lakott területek (Magna Germania) keleti felében, mely fokozatosan elszlávosodott. Az avarok 567-ben felszámolták a gepida királyságot, majd rendszeresen támadták, a 6. század végén áttörték a bizánci al-dunai határvédelmet, lehetővé téve a délszlávoknak, hogy 600 után a Balkánra költözzenek. A bolgárok a 7. század végére uralmuk alá vonták a Bizánci Birodalom kelet-balkáni területeit.
Az arabok a 7. század második felében és a 8. század elején Kis-Ázsián keresztül próbáltak betörni Európába, de végül 717-718-ban Konstantinápoly ostrománál vereséget szenvedtek az egyesült bizánci és bolgár seregtől. Ekkoriban a kazárok megakadályozták, hogy az arabok a Kaukázustól északra jussanak. Ugyanakkor az utóbbiak Gibraltáron keresztül benyomultak Európába, 711-ben elhódítva Hispánia (a Pireneusi-félsziget) nagy részét a vizigótoktól, mielőtt a frankok végül 732-ben a Poitiers-i csatában megállították őket. Ezek az összecsapások a következő három évszázadra rögzítették a kereszténységet és az iszlámot elválasztó határokat.
A 8. századtól a 10. századig tartó időszak még a kora középkor része, de általában nem számítják a népvándorlás korához, noha újabb hullámokban érkeztek többek között a magyarok, később különböző török népek, velük egy időben pedig Skandináviából indult ki a viking terjeszkedés, fenyegetve a nemrég létrejött Frank Birodalom rendjét Nyugat- és Közép-Európában. Sok történész a 950-es éveket tekinti a korai középkor végének.

## A nagy népvándorlásban (4–6. század) részt vett fontosabb népcsoportok

### Hunok

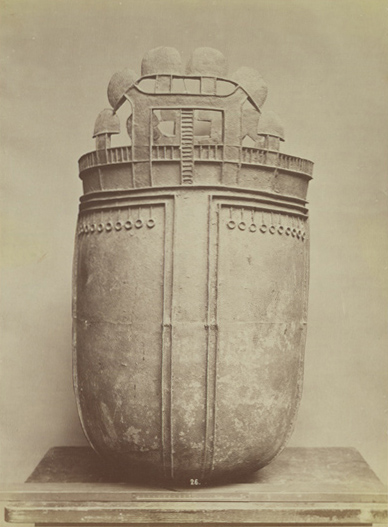
Hun üst

A hunok az első, Belső-Ázsiából Európába vetődött népcsoport, jóllehet a hsziungnukkal való azonosításukat nem minden kutató támogatja. Az un. hun mozgalom útját világosan kirajzolják az áldozati üstök, a cikáda fibulák, a hun diadémák, az arany méltóságjelvények és az aranycsatok, valamint az utóbb interetnikussá váló és a germán előkelők által átvett koponyatorzítás. Maga a hun nép megfigyelése régészeti szempontból problematikus: amit az írásos források hunokként emlegetnek, az egy fiatal férfiakból álló, változó összetételű és mozgékony csoport lehetett. Azt se feledjük, hogy a Hun Birodalom meglehetősen heterogén volt, egyaránt magában foglalt török, iráni és germán népelemeket.
A hunok által közvetlenül kiváltott népmozgásokat a kutatás időrendi szempontból kettéválasztja. A 370-es években a hun lovascsapatok átkeltek a Volgán, majd gyors egymásutánban leverték az alánokat, az osztrogótokat és a vizigótokat, előbbi kettőt később segédnépként vetették harcba. Az első hun pánik során a nyugati gótok (vizigótok) engedélyt kértek, hogy Thrákiában telepedhessenek le, ugyanakkor a rómaiakkal való érdekellentét a vizigótok függetlenedéséhez, a 378-as hadrianopolisi csatához és a Balkán feldúlásához vezetett. A második hun pánikot egy Kárpátoktól északra végrehajtott hun hadjárat válthatta ki, melynek következtében 406-407 fordulóján vandál, alán, szvéb és gepida csapatok törték át a rajnai limest, végigpusztítva Galliát.
A hunok az 5. század elején indultak meg és hatoltak be a Kárpát-medencébe, ahol meg is telepedtek. Attila, a legnagyobb és legismertebb hun király fényes Kárpát-medencei udvaráról egykorú beszámoló is fennmaradt a bizánci követtől, Priszkosz rétortól. A hunok Ruga, Bleda (Buda) és Attila vezetésével kezdetben a Nyugatrómai Birodalom szövetségesei voltak, hadsereggel támogatva azt a Keletrómai Birodalommal szemben. Ezt követően Attila a nyugatrómaiak ellen fordult. 451-ben a catalaunumi csata eldöntetlenül végződött. Jóllehet 452-ben Attila betört Itáliába, valamint III. Valentinianus császár Ravenna erős falai mögé menekült, Nagy Leó pápának sikerült elérnie, hogy a hunok megkíméljék Rómát és békét kössenek a birodalommal. (Igaz, ebben szerepet játszott az is, hogy a hunok táborában járvány tört ki.)

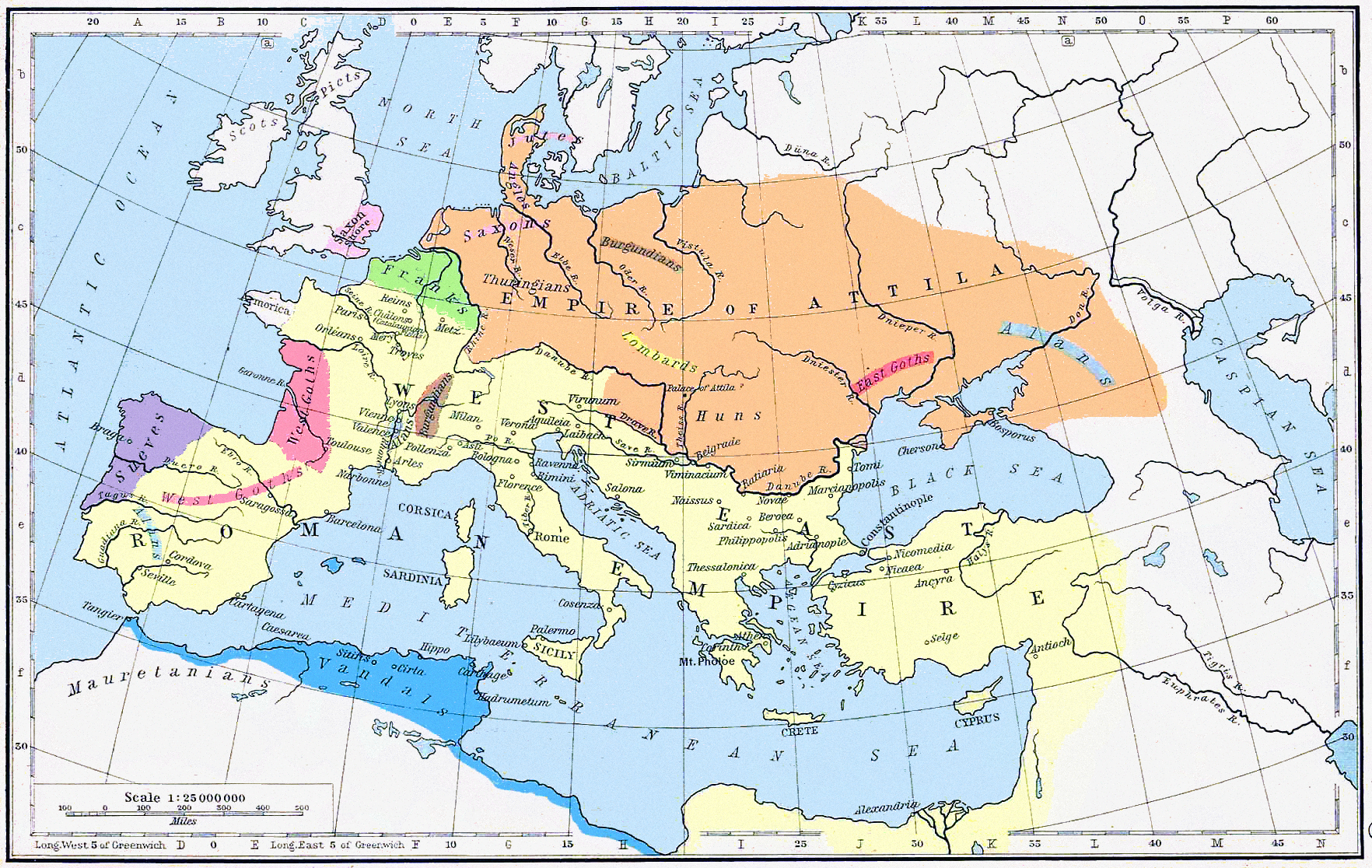
A Római Birodalom és Attila birodalma 450-ben

453-ban, Attila új házassága nászéjszakáján hirtelen meghalt. Ezután fiainak az örökségért folyó viszálykodása meggyengítette a birodalmat. A küzdelemből Ellák került ki győztesen, de már nem bírta hatalmát megszilárdítani. Sorra támadtak ellene a legyőzött és megadóztatott népek, ami a hunok kivonulásával zárult. Ismét korábbi szállásterületükön, a mai ukrán és dél-orosz területeken telepedtek le, ahol később összeolvadtak más népekkel. Attila halála és utódainak visszavonulása a végét jelentette a hunok államszervező hódításainak Európában. A 7. század első felében még a mai Ukrajna déli területein alkottak összefüggő törzseket, ezután végleg eltűntek.

### Vandálok

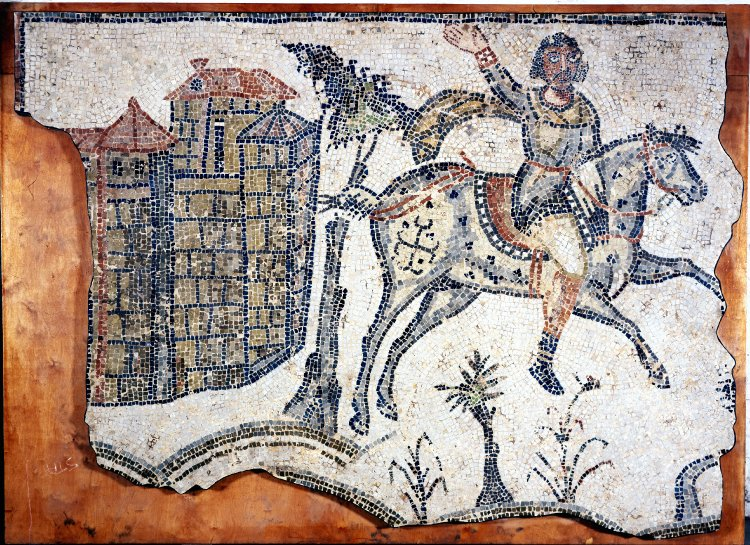
Karthágói mozaik, Vandál lovas (5-6. század). A vandálok – hírnevükkel ellentétben – nem szüntették meg a római műveltséget, Észak-Afrikában fennmaradt a klasszikus oktatás, a színház és a cirkusz

A 19. században a vandálokat először az úgynevezett przeworski kultúrával azonosították, míg mások a vandálok őshazáját – sok más germán néphez hasonlóan – Skandinávia területére helyezték. Elsősorban a hamvasztásos rítusú temetkezéseket, továbbá egyes kard- és pajzsleleteket kötöttek a vandálokhoz. A feltételezések szerint a Kr. e. 2. században a vandálok a Balti-tengert átszelve a mai Lengyelország területére vándoroltak, Kr. e. 120 körül pedig Sziléziában telepedtek le. A vandál nép két törzsből állt: a Sziléziának nevét adó silingi- és a Kárpátokban letelepedő hasdingi vandálokból. A 2. században a hasdingi vandálok Raus és Rapt király vezetésével dél felé vándoroltak, a rómaiakat először a Duna alsó folyásánál támadták meg. 271 körül Aurelianus császár a vandáloknak engedte át Dacia nyugati részét.
Iordanes A gótok története című műve szerint a gepidák majdani területén élő hasdingi vandálok I. Constantinus uralkodása idején háborúztak a gótokkal. Geberik gót király támadása miatt a vandál király, Visimar is elesett. A vandálok ezután Pannoniába húzódtak, ahol 330 körül a Duna jobb partján kaptak földet. Innen a hasdingiak és a silingi vandálok egy része a hunok elől menekülni kényszerült: 406. december 31-én átkeltek a befagyott Rajnán, és feldúlták Galliát. Egyes csoportjaik előbb Hispániában rendezkedtek be – ahol máig az ő nevüket őrzi Andalúzia -, majd 429-ben egyes alán töredékekkel együtt megkezdték Észak-Afrika elfoglalását. A Nyugatrómai Birodalom kénytelen volt békét kötni és elfogadni a Vandál Királyságot mint független hatalmat, amivel elsőként alakult szuverén germán királyság a birodalom területén belül. A vandálok elsősorban a városokban (pl. Karthágó) telepedtek le katonai rendben, emellett kalóztámadásokat indítottak a Nyugat-Mediterráneumban, mint Róma 455-ös kifosztása.
A vandálok uralmát a bizánci beavatkozás döntötte meg: mintegy száz évvel afrikai királyságuk alapítása után, 533-ban I. Justinianus elérkezettnek látta az időt, hogy nagyszabású hadjáratot indítson nyugat felé, az univerzális birodalom helyreállításának érdekében. Bizáncnak politikai, vallási és stratégiai érdekei voltak a vandálok elleni támadás megindítására. Bár a katolikusokkal szembeni bánásmód olykor enyhe volt, mint Thrasamund uralkodásakor, a ariánus vandálok szisztematikusan üldözték a többi keresztényt, továbbá Justinianusnak gazdasági érdeke is fűződött az észak-afrikai vandál területek megszerzéséhez, hogy így biztosítsa a Földközi-tenger vandál flotta ellenőrzése alatt álló nyugati felében a kereskedelmi útvonalak járhatóságát. 533 nyarának végén Flavius Belisarius (Belizár) bizánci hadvezér 18 ezer emberével Afrikába hajózott, és rendkívüli gyorsasággal megdöntötte a Vandál Királyságot. Gelimert, a királyt fogságba ejtették, és 534-ben diadalmasan tértek vissza Konstantinápolyba, bár a berberek még évekig harcoltak a bizánciak ellen.

### Osztrogótok
A gótok – a Wielbark-kultúrával és a csernyahovi kultúrával azonosított keleti germán nép – valószínűleg a markomann háború idején (2. század) jutottak el a Fekete-tenger partjaira, ahol a szomszéd germán és szarmata eredetű népeket erőszakkal egyesítették. Birituális temetkezéseik és fegyveres sírjaik megtalálhatók voltak Erdélyben és a mai Ukrajna nyugati felében. A gótok egy törzset alkottak egészen a 3. századig, amikor két ágra, azaz osztrogótokra (greuthungok) és vizigótokra (tervingiek) váltak szét. A keleti gótok Iordanes szerint Hermanarik gót király uralkodása alatt jelentős kelet-európai birodalmat építettek ki. Birodalmukat a Balambér vezette hunok támadása döntötte meg. Ezután részt vettek a hunok harcaiban, így a catalaunumi csatában is. Miután Attila meghalt (453) és a Hun Birodalom felbomlott, az Amalok házából való Walamir, Theodemir és Wiedemir alatt az osztrogótok újra összeszedték magukat. Országuk Vindobonától (ma Bécs) Sirmiumig (ma Szávaszentdemeter, Szerbia) terjedt.

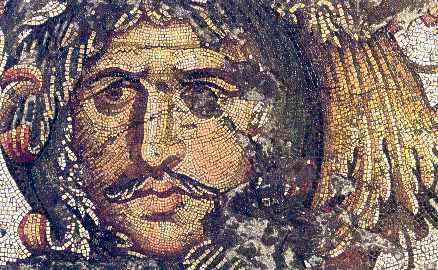
A Konstantinápolyi Nagy Palota egyik padlómozaikja valószínűleg I. Justinianus korában készült, és egy gót királyt ábrázol

475-ben Nagy Theoderich lett népe egyedüli királya. Zénón keletrómai császár úgy akart az osztrogótoktól megszabadulni, hogy Itália visszafoglalására biztatta őket, nekik ígérve Odoaker heruljainak pozícióit. A gótok 489. augusztus 30-án átkeltek Itália határfolyóján, az Isonzón, majd Ravennában körülzárták Odoakert. 493-ban Odoakert megölték, és Theoderichet népe Itália királyává kiáltotta ki (493). A pápa ezt először nem ismerte el, csak 498-ban kapta meg a nyugati császárság jelvényeit Theoderich. A gótok megkapták a herulok részét, megszerezték a római földbirtokok egyharmadát és nemzetségek szerint telepedtek le. A római államszervezetet, a szenátust és a római jogot Theoderich meghagyta, de a császári jogokat most már ő gyakorolta mint Itália királya, míg az egyes provinciákat comes gothorumokra bízta. A keleti gótok népgyűléseit megszüntette és a gót nemességet is megadóztatta. Theoderich a külföldi uralkodókkal jó viszonyt ápolt. A frankok ellen a germán fejedelmeket szövetségbe tömörítette, majd rokonságra lépett Klodvig frank királlyal, de II. Alarich-hal és a Sigismund burgund királlyal is. Később a frankok fölött 508-ban győzelmet aratott. Theoderich fő célja a belpolitikai egyensúly kialakítása és római kultúra gótok közötti elterjesztése lett.
Theoderich 526. augusztus 30-án meghalt, egy vallásilag és politikailag megosztott királyságot hagyva hátra. A vandálok legyőzése után I. Iusztinianosz bizánci császár készen állt arra, hogy visszaszerezze a Nyugatrómai Birodalom minden elvesztett területét. 535-ben parancsot adott hadvezérének, Belisariusnak az ariánus osztrogótok megtámadására. Belisarius 536-ban bevette Rómát, majd 540-ben elfoglalta az osztrogót fővárost, Ravennát is, ahol foglyul ejtette a gót királyt, Vitigist. Röviddel Ravenna bevétele előtt az osztrogótok felajánlották Belisariusnak Itáliát, de vereséget szenvedtek. 541-ben az osztrogótok Totilát választották királlyá, akinek vezetése alatt sikeres hadjáratot folytattak a bizánciak ellen, visszahódítva egész Észak-Itáliát, sőt Rómát is. Narsesnek sikerült fáradságos harcban Totila fölött győzelmet aratni, a küzdelemben a gót király és seregének nagy része halálát lelte. Az utolsó gót király, Teia lázadása is sikertelen volt. 555-ben az utolsó gót erődítmény, Compsa, (ma: Conza della Campania, Samnium) is megadta magát, és a Keleti Gót Királyság története ezzel véget ért.

### Vizigótok

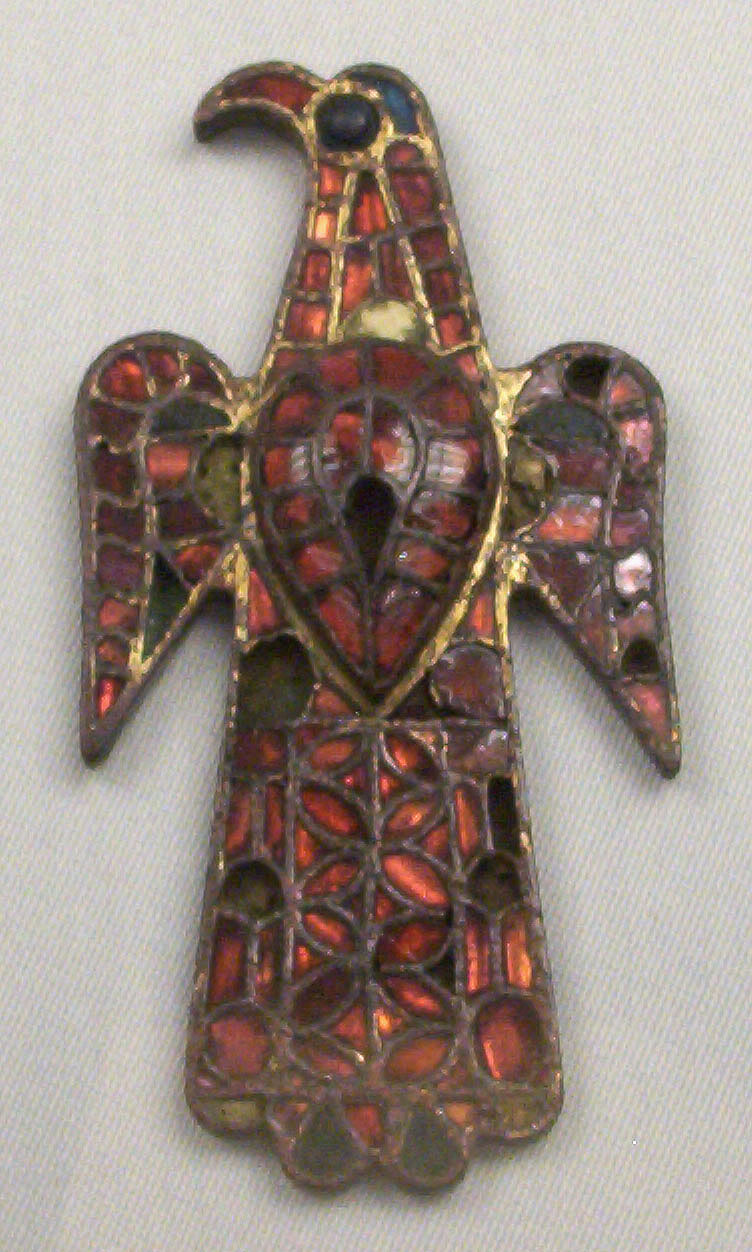
6. századi nyugati gót sasfibula Hispániából (Madrid)

A Daciában a 270-es évek óta megtelepedő, 376 után a hunok elől menekülő nyugati gótok (vizigótok) Valens császártól engedélyt kértek, hogy Thrákiában telepedhessenek le, ugyanakkor függetlenítették magukat a birodalomtól. Ezért háború indult ellenük, de 378-ban a drinápolyi csatában Valens császárt legyőzték. Nagy Theodosius császár szövetséget (foedus) kötött a gótokkal, és az addig Erdély hegyei között tartózkodóknak is kénytelen volt megengedni, hogy Thrákia és Moesia tartományokban telepedjenek le. A gót harcosok egy része római zsoldba lépett 382-ben. Nagy Theodosius halála után a gótok végleg elszakadtak Rómától, és a Balthok nemzetségéből származó Alarichot 395-ben királlyá választották. Alarich számos hadjáratot vezetett a római területekre, elsősorban Görögországba. Stilicho, Honorius nyugatrómai császár gyámja és a keletrómai udvar vetélkedése megakadályozta az Alarich-kal szembeni hatásos fellépést. 408-ban, 409-ben és 410-ben Alarich ismételt támadásokat intézett Itália ellen, majd 410-ben Rómát is bevette és kifosztotta. Déli hadjárata ellenben nem sikerülhetett, mivel 34 éves korában meghalt.
Alarich sógora, a római fővezérré lett Ataulf Galliában, 415-ben meggyilkolása után utódai Hispániában hódítottak. A gótok ettől kezdve több római császárt is a trónra emeltek, Eurich (466–484) pedig ténylegesen is függetlenítette magát. A Nyugati Gót Királyság székhelye Tolosa, majd Sevilla lett. A szvébekkel és a baszkokkal is harcoló vizigótokat több külső támadás érte: a frankok felszámolták dél-galliai pozícióikat (507), míg a bizánciak átmenetileg megszállták Hispánia déli területeit (549). 531-ben kihalt a Balthing-ház, mely 136 évig uralkodott. Ettől kezdve 180 éven át választott királyok uralkodtak. Rekkared (586–601) alatt a római egyházhoz csatlakoztak, melynek következtében e a főpapság jelentős politikai tényezővé vált. Witiza (701–710), aki örökölhető királyságot akart alapítani, a klérussal és a nemességgel került szembe. Az utolsó gót király, Roderich 711-ben elesett, csatát vesztve a Tarik által vezetett arab sereggel szemben. Ezzel megszűnt a Nyugati Gót Királyság, csak a neve maradt fenn Katalónia nevében.
A nyugati gótok királyságában a nép szabadokra és szolgákra oszlott. A vezető réteg további osztályokra tagozódott: elsők a duces, egyfajta kormányzók, ez után következtek a gardingok (az udvari méltóságok viselői), végül a többi nemes. A katonáskodásnál a király volt a fővezér, alatta harcoltak a duces, comites, tiudfadok. Ugyanezek békeidőben a király megbízásából a polgári ügyek élén állottak. A polgári ügyrend tulajdonképpeni rendezése II. Alarich nyugati gót király nevéhez fűződik (511-531), aki a római és gót szokások gyűjteményét összeíratta 506-ban, a Breviarium Alaricianumban, amelyet később Reccared valószínűleg továbbfejlesztett. Chindaswinth volt az, aki gót jelleget adott a törvénykezésnek és a római jog maradványait megszüntette. Az őslakos népek szívesebben teljesítették e korai feudális kötelességeket, mint amikor a rómaiak gyötörték őket a súlyos adókkal.

### Gepidák

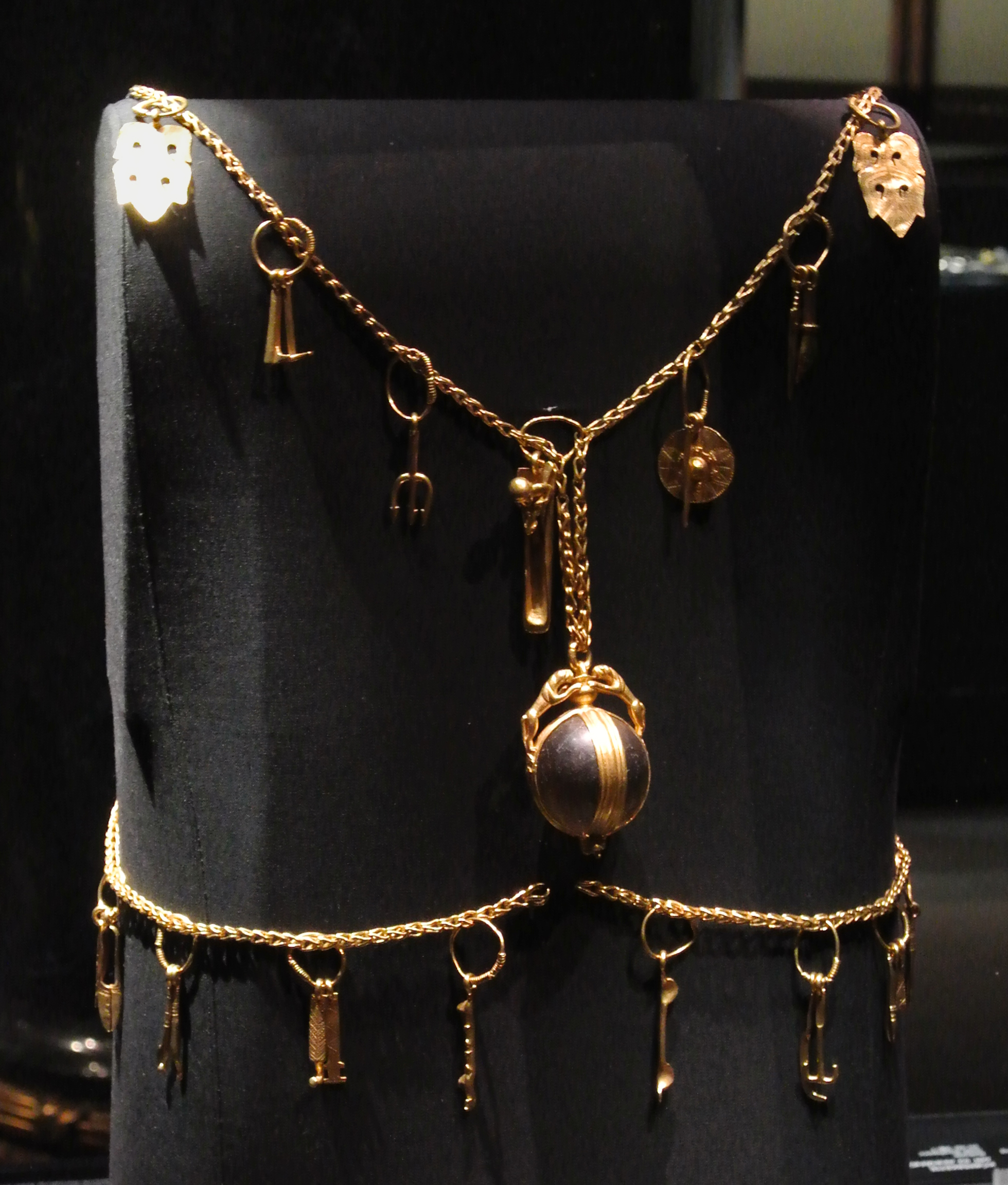
Az első szilágysomlyói kincsből

A gepida keleti germán nép, amely rokonságban állt a vandálokkal és a gótokkal, valamint az írásos források szerint a fenti kettővel osztozott azok skandináviai őshazájában és Visztula-vidéki szállásterületében. A gepidák Kr. u. 269 után jelentek meg a Kárpát-medence északkeleti szögletében királyuk, Fastida vezetésével. Országuk ekkor a Keleti-Kárpátok koszorúján belül lehetett, a Felső-Tisza és a Szamos vidékén; utóbb a Körösök felé terjeszkedtek. Szállásaikat a hun támadások miatt elrejtett szilágysomlyói kincs mutatja. A gepidák zöme behódolt a hunoknak; királyukat, Ardarikot Attila a vazallus királyok közül egyedül vette be a birodalmi tanácsba, a híres gepida gyalogság részt vett Attila hadjárataiban. Attila halála után Ardarik király vezette az Attila-fiak elleni felkelést, melynek győzteseiként (Nedao-folyó, 455) erővel birtokba vették a hunok szállásterületeit és egész Daciát. Szövetségre léptek a Keletrómai Birodalommal. A 450-es évek végére Gepidia határai délen az Oltig és az Al-Dunáig terjedtek.
Pannoniában csak az osztrogótok távozása után terjeszkedtek. Megszállták a Dráva-Száva-köze keleti felét (nagyjából az egykori Pannonia Secunda tartományt), s uralmukat Bácskára is kiterjesztették. Ekkoriban három hatalmi központjuk volt. Ardarik és leszármazottai a Daciában székeltek, sírjaik a mai Apahida területén kerültek elő, a Pannonia Secunda felett uralkodó alkirálynak Sirmiumban, az egykori császárvárosban volt a székhelye, és egy Tisza-Körös-Maros közti udvar is létezett. Sirmium birtoklása előbb a gótokkal (Nagy Theoderich, 488-504), később Bizánccal vezetett nyílt ellenségeskedéshez. I. Iustinianus keletrómai császár a longobárdokat nyerte meg a gepidák ellen. Turisind gepida királynak kétszer is sikerült a fegyveres harcot fegyverszünetekkel elodáznia (547, 549). A nagy gepida-longobárd összecsapásra i. sz. 551-ben kerül sor – Asfelden, az „Istenek földjén”, valahol Sirmiumtól nyugatra – melyben a gepidák alulmaradtak, de Sirmiumot megtarthatták. Kunimund király Gepidia fővárosát Sirmiumba helyezte át, ahol ezüst pénzt veretett, a Kárpát-medence első kora középkori pénzeit. Itt székelt a gepida ariánus egyház püspöke is.
I. Iustinianus halála után Sirmium két tűz közé került. Mind Bizánc, mind a longobárdok fenyegették. Végül a longobárd király, Alboin az avar Baján kagánnal szövetségben Asfeld mezején (567) vereséget mért a gepidákra. Sirmiumot a közben felvonuló bizánci csapatok „megvédték” az avaroktól. A sirmiumi gepida csapatok keletrómai szolgálatba álltak, a gepida trónörökös (Reptila) pedig a királyi kincsekkel Konstantinápolyba menekült. A longobárdoktól legyőzött gepidák a longobárdokhoz csatlakoztak, s a következő év tavaszán velük együtt vonultak Itáliába. Az avaroktól legyőzött, illetve a hadba nem vonult gepidák Gepidia egész területével együtt avar uralom alá kerültek. A gepidák avar kori továbbélésére az írott források tanúbizonyságán kívül néhány avar kori temetőben előforduló gepida jellegű leletanyag utal (így a kölked-feketekapui temető sírjaiban talált bepecsételt kerámia, valamint a budakalászi avar temető néhány lelete).

### Frankok

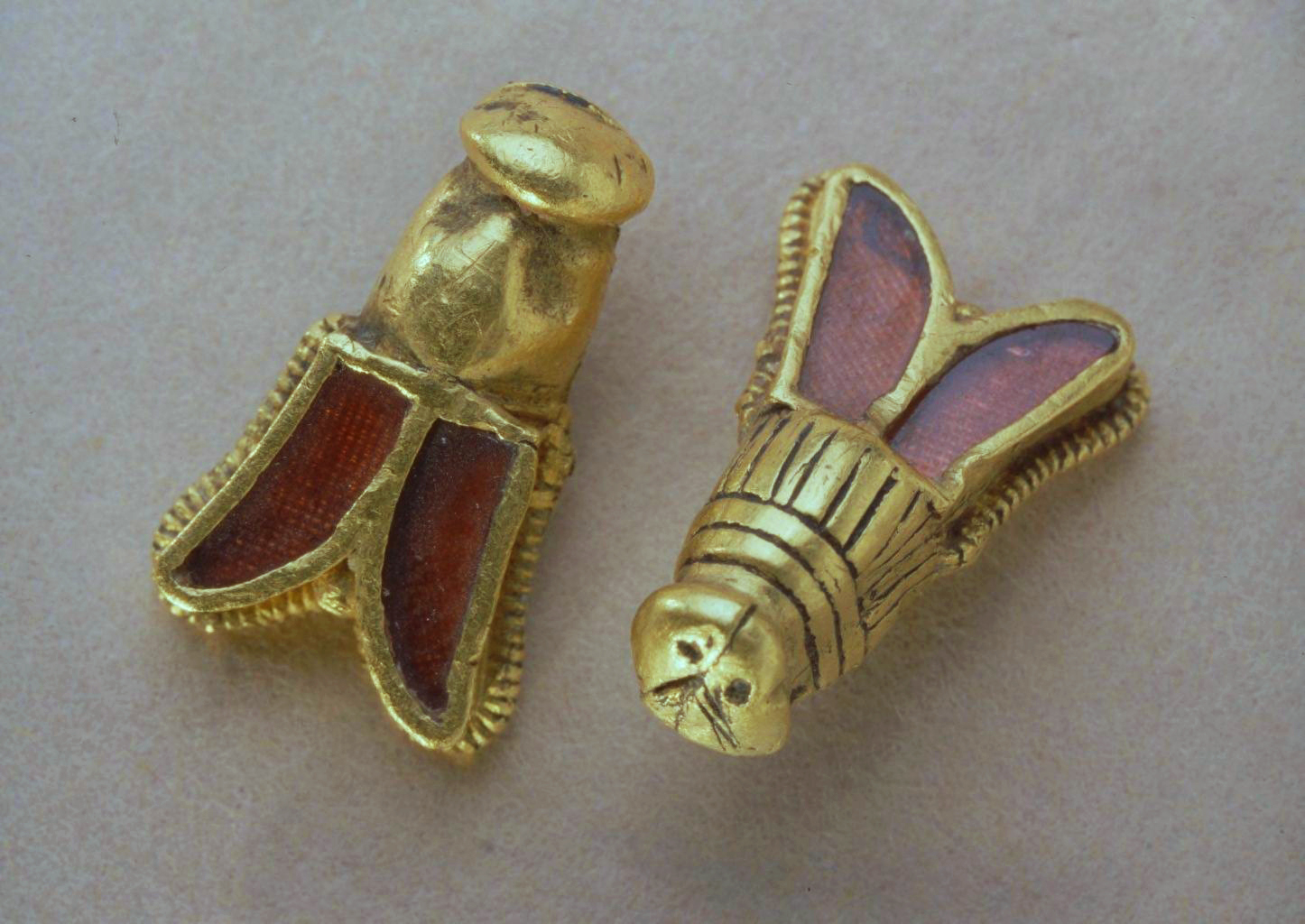
Drágakő-berakású aranyméhek I. Childerich frank király sírjából

A frankok a nyugati germánok közé sorolhatók. Törzseik a 3. században tűntek fel a Rajna jobb partján, és még ebben a században két nagyobb ágra, a száliakra és a ripuáriakra váltak szét. A 4. században egyre jobban benyomultak Galliába, ahol lassan összeolvadtak a helyben élő romanizált lakossággal, amit az óriási demográfiai különbség (kb. 120 ezer frank, szemben 6 millió gallo-rómaival) is elősegített. Területüket az 5. század elején a Nyugatrómai Birodalom rovására növelve a száliak nyugat felé, Gallia északi részén terjeszkedtek, a ripuáriak pedig délnek, Metz irányába. A nyelvi és származási azonosság ellenére a száli és ripuári frankok sokáig külön törvénykönyvet (Lex Salica, Lex Ripuaria) használtak. Bomló törzsi szervezetükből a katonai vezető réteg már elkezdett kiemelkedni, de a népesség zöme még szabad frank volt – ők állataik és földjeik gondozása mellett katonáskodtak.
A frankok előbb sikertelenül próbálták feltartóztatni a vandálok és alánok 406-407-es betörését, majd egyes csoportjaik Merovech vezetésével a nyugatrómaiak, mások a hunok oldalán küzdöttek 451-ben. I. Childerich (ur. 458–481), a Meroving dinasztia második uralkodója még a rómaiak szövetségeseként győzte le a vizigótokat, a szászokat és az alemannokat. Fia, I. Klodvig egyesítette a frank törzseket, majd a Nyugatrómai Birodalom bukása utáni hatalmi űrt kihasználva irányítása alá vonta Gallia Loire-tól északra fekvő területeit. 486-ban Soissons-nál legyőzte Syagriust, az utolsó római helytartót. 496-ban Tolbiacnál győzött az alemannok ellen. Valószínűleg 496 karácsonyán történt, hogy Szent Remigius megtérítette Klodvigot, aminek következtében a frankok a barbárok többségétől eltérően nem az ariánus, hanem a katolikus kereszténységet vették fel. Ennek különös jelentősége az volt, hogy a frank elit támogatókra talált a galliai római arisztokráciában és az utóbbiak soraiból kikerülő püspökökben. Klodvig a vouilléi csatában (507) megsemmisítette a vizigótok toulousei királyságát. Ezzel a frankok uralmuk alá vonták a mai Franciaország északi és Németország nyugati területeit, a Rajnától a Loire vidékéig.
A frankok Klodvig halálát követően tovább folytatták az agresszív terjeszkedést: az 530-as években Türingiát támadták, elfoglalták Burgundiát, majd I. Theudebert és Childebert formailag foederatiként, a bizánci-keleti gót háborút kihasználva Észak-Itáliát pusztította. A Frank Birodalom megalapításának történetét először Tours-i Szent Gergely írta meg a 6. században Historia Francorum címen ismert krónikájában. Miután Klodvig meghalt, utódai felosztották a birodalmat. Az egyes részkirályságokat később többször is összevonták, illetve újra felosztották, így a 7. század végére egyes Meroving uralkodók hatalma meggyengült. A királyok fényének csökkenésével erősödött meg az udvarnagyok (majordomusok) befolyása: ők irányították a hadsereget, az államügyeket. A birodalom utolsó egységes korszaka a 687-ben a Herstali Pipin austrasiai majordomus győzelmével végződött tertryi csatától 840-ig, Jámbor Lajos haláláig tartott. Ezután fiai, I. Lothár, Német Lajos és Kopasz Károly rövid háborúskodás után a régi szokás szerint három részre osztották a birodalom területét, amit utoljára 884 és 888 között Kövér Károly, Német Lajos fia egyesített rövid időre.

### Angolok, jütök, szászok

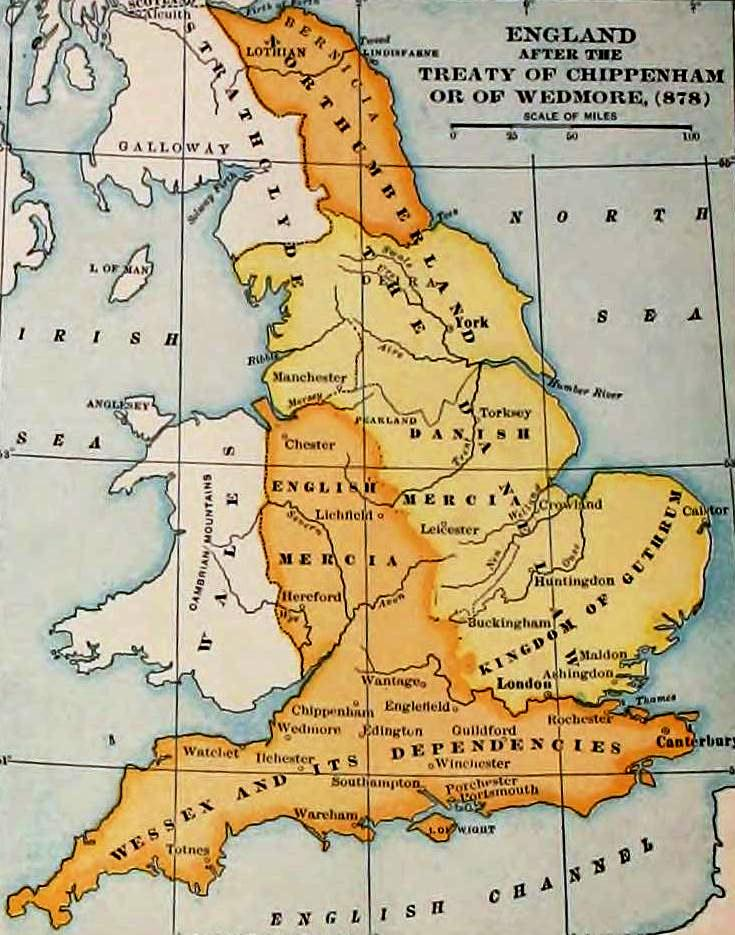
Anglia és Wales 878-ban

A római katonaság korai 5. századi kivonása védtelenné tette Britanniát a piktek és a skótok támadásaival szemben. A helyi romanizált brit vezetők – a 6. századi krónikás, Gildas kifejezésével: tyrannusok – vették át az irányítást és ők hívták segítségül a szászokat és más hajós-gyalogos harcmodorú germán népeket. A germánok az 5-6. század folyamán, valószínűleg két hullámban telepedtek meg Britannia déli és keleti területein. A germán honfoglaláshoz kapcsolódó legenda, a három hajóval való partraszállás kimutatható más germán népek (pl. a gótok) eredettörténetében is. A bencés szerzetes, Béda úgy határozta meg az angolszászokat, mint három germán törzs leszármazottait: közéjük sorolta a névadó ókori angolokat, akik Angeln-ből (a mai Németország területén fekvő régió) jöttek, és Bede szerint a teljes népcsoport Britanniába költözött, elhagyva korábbi szállásait. Jelentős tényező volt továbbá az Alsó-Szászországból származó szászok, valamint a Jütland-félszigetről (mai Dánia) származó jütök bevándorlása. A helységnevek azt mutatják, hogy kisebb számban más germán törzsek: frízek, svábok és talán frankok is áttelepültek. A germán hódítók összefoglaló elnevezése angolszász lett.
A legújabb nézetek szerint az angolszász hódítók nem söpörték el a kelta britonokat, ahogy azt a 19. században gondolták. A települések területe és sűrűsége alapján végzett becslések szerint 43-ban, amikor a rómaiak elfoglalták a szigetet, a lakosság 3 és fél millió fő lehetett, ami felülmúlta az angolszászok számát. A korszakban alapvető kulturális változások zajlottak le, például az etnikai identitásban, a népesség génállománya azonban nem, vagy csak alig változott meg. A korabeli temetők emberi maradványainak vizsgálata azt mutatja, hogy az angolszász bevándorlók és a briton őslakosok egymás szomszédságában éltek. A britonok egyre inkább beolvadtak a szászokba, a nyugati és északi vidékekre szorultak vissza vagy Bretagneba húzódtak. A fordulópontot az 577-es deorhami csata jelentette. A győztes angolszászok most már az ország nyugati részére, a még egységes utolsó briton területek közé is behatoltak, elvágva Wales területét a mai Cornwall, Devon, Dorset és Somerset megyék területét magába foglaló „Nyugati Wales”-től (West Welsh). A mai Angliában az egykori briton népesség öröksége két főbb vonatkozásban lelhető fel: egyrészt a helynevekben, másrészt a mai Anglia angolszászok által kevésbé benépesített területei lakosságának genetikai örökségében.
Az 5-6. századi háborúk után a 7. században tíz királyságot említenek a források, majd a 850-ig tartó időszakban hét ország alkotta a későbbi Anglia alapját: Northumbria, Mercia, Kelet-Anglia, Essex, Kent, Sussex és Wessex. Az angolszász és a kelta területek – a 7. századi northumbriai és a 8. századi merciai dominanciát követően – idővel Wessex királyainak fennhatósága alá kerültek, akik a 9. század elején felvették a bretwalda címet. 829-ben Dore-nál (ma Sheffield külvárosa) Wessexi Egbert elfogadta Northumbriai Eanred behódolását, ezzel ő lett az első angolszász, aki egész Anglia urának mondhatta magát.

## A klímaváltozások szerepe
A történeti ökológia térnyerése, a pollenanalízis és a dendrokronológia arra figyelmeztet, hogy az éghajlat megváltozása együtt járhatott egyes népek kényszerű áttelepülésével. Az egyik leghíresebb – de általánosan el nem fogadott – példa a 8-9. századi nyugat-ázsiai népmozgásokat és az avar birodalom összeomlását egyaránt a szárazsággal: több, csapadékszegény évtizeddel magyarázza. A szárazság vezethetett a rómaiak és a bizánciak hatalmának meggyengüléséhez is. Hangsúlyossá vált az 535-536-os évi szélsőséges időjárás szerepe is, melyet faévgyűrűk vizsgálatára és jégrétegekből vett fúrási mintákra alapoztak. Ez utóbbi hideg periódus következményeit azonban vitatják.

## A járványok jelentősége
Az 5. században, Justinianus császár uralkodásának végén megjelent a bubópestis, amely végigpusztította a birodalom nagyvárosait – Konstantinápolyt kétszer is, de Alexandriát, Antiochiát és a hispán partvidéket sem kímélte. Egyes írott források arra utalnak, hogy a pestis elérte az angolszász királyságokat és Írország területét is, míg Galliában 570 és 588 között jelentkezett. Ugyanakkor a bizánci csapatok által 542 körül behozott pestis és lepra átrendezte a népesség struktúráját: mivel a járványok elsősorban a tengeri útvonalak mentén pusztítottak, a germánokat, baszkokat és bretonokat kevésbé sújtotta. A Bizánci Birodalom meggyengülése lehetővé tette a longobárdoknak Itália elfoglalását, valamint az avarok és a szlávok balkáni terjeszkedését is.

## A korszak meghatározása és nevezéktana
A német nyelvben a Völkerwanderung ([ˈfœlkɐˌvandəʁʊŋ], „népek vándorlása") kifejezéssel jelölik a népvándorlás korát.
A Völkerwanderung kifejezés társítható egy romantikus történetírói stílussal, amelynek erős gyökerei vannak a germán nyelvű népeknél a 19. században, és mely talán összefügg a német kultúra romantikus korszakával, melynek részei Wagner zenéje, Nietzsche és Goethe írásai is. A germán törzsek erőteljes terjeszkedése Franciaország, Anglia, Észak-Olaszország és a Pireneusi-félsziget irányába olyan módon került bemutatásra, mint a kultúra dinamizmusának bizonyítéka. Ez az értékelés összekapcsolódott a 19. századi német romantikus nacionalizmussal. Ennek alapján több nyelvben is a német Völkerwanderung kifejezés terjedt el a korszak jelölésére, számos más nyelvbe pedig a német kifejezés tükörfordítása került (magyar: „népvándorlás", cseh: Stěhování národů stb.)
Más nyelvekben ezzel szemben hagyományosan a barbár invázió kifejezéssel jelölik a népvándorlás korát. Ez a latin nézőpontból gyökerezik: ha a germán és szláv nyelvű népek a népvándorlás kifejezést használják, a latinhoz kötődő kultúrákban (francia, olasz, spanyol stb.) ezeket a népmozgásokat „barbár inváziónak" – például az olasz kifejezés Invasioni barbariche – minősítik. A barbár szó történelmileg semleges jelentése „külföldi", de van egy pejoratív jelentése is, mint „civilizálatlan" és „kegyetlen", ezért használata a semleges történelmi leírásban problematikus.
A népvándorlás régi romantikus megítélése tehát kultúránként különbözött: az egyik oldalon állt a Völkerwanderung: a fiatal és életerős emberek mítosza, akik az öreg és hanyatló római társadalom örökébe léptek; a másik oldalon a civilizálatlan, vad „barbárok” közhelye, akik lerombolták a magasan fejlett római civilizációt, megindítva a zavaros és kegyetlen sötét középkort.
A népvándorlás a Római Birodalom bukásának nem az oka, sokkal inkább a következménye volt, amit a birodalom 3. századi általános krízise, a gazdaság, kereskedelem és városi élet hanyatlása és a római társadalom demográfiai válsága mutat. Másrészt a valódi civilizációs választóvonalak nem a rómaiak és a germánok, hanem a letelepült népek és a lovas nomádok között húzódtak. Maga a germán népvándorlás nem szüntette meg a római tradíciókat vagy a mediterráneumi kereskedelmet. Miközben voltak csaták és ostromok is, valamint fegyvertelen civilek pusztultak el a különböző törzsek és a rómaiak közötti harcokban, a népvándorlás korszakát nem jellemezte az a nagymértékű rombolás, mint a későbbi századok mongoljait vagy az ipari korszak hadseregeit.
A korábbi, romantikus generációk történészeinek „invázióról” alkotott elképzelése meghaladottá vált, számos mai tudós szerint a vándorlás jórészt nem ellenséges megszállásként ment végbe, hanem olyan törzsek mozgásaként, melyek megragadták a lehetőséget, hogy eleve gyéren lakott területeket népesítsenek be, melyeket a megosztott és megrendült gazdaságú Római Birodalom csak gyengén védett. Az előbbiekre reagálva a 20. századi angol nyelvű történettudomány is kivonta a forgalomból a korábban párhuzamosan használt német Völkerwanderung, illetve francia eredetű Barbarian Invasions megnevezéseket, a sokkal semlegesebb Migration period („népvándorláskor”) kifejezéssel helyettesítve őket.

## Barbár identitás

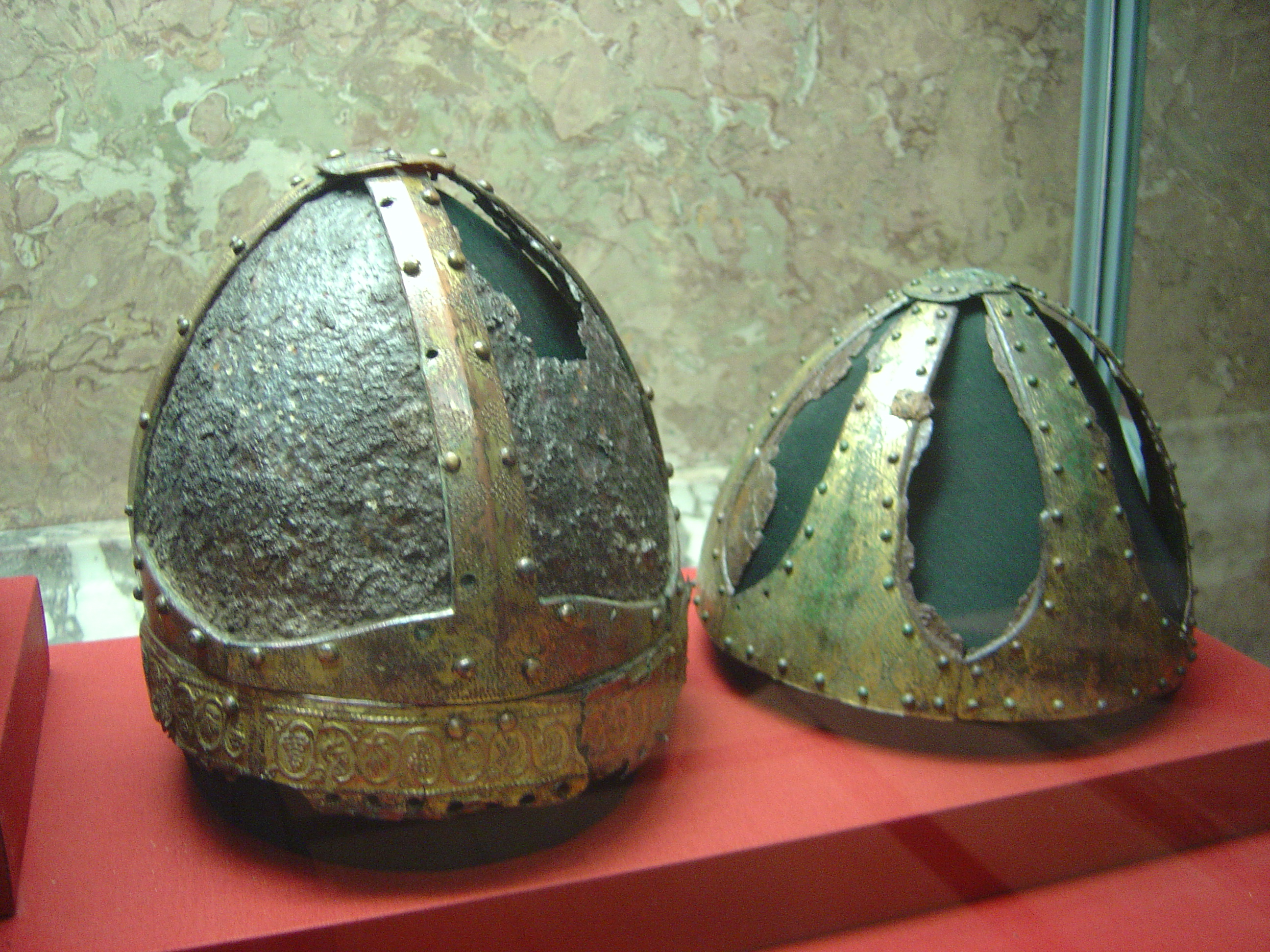
Két Baldenheim-típusú sisak, a 6-7. századra jellemző csatos sisakok egy változata

A népvándorlás kori barbár identitás létrejöttének körülményei mai napig nagy vitákat váltanak a kutatók körében. Elfogadottnak számít, hogy a kora középkori gens jelentősen eltért a francia forradalom nemzetfelfogásától és a romantika Volkkal kapcsolatos herderi gondolatától. A primordialisták elképzelését – mely szerint a nemzet évezredek óta létező kategória – a történésztársadalom elutasította; annál többen támogatták viszont a modernista-konstruktivista, a nemzet létét a 18. század végétől számító koncepciót. Az etnoszimbolisták elfogadták a nemzet modern kori keletkezését, de nagy hangsúlyt helyeztek a közös leszármazás által összekötött kulturális-történelmi közösségre.
Az 1960-as években néhány kutató újraértelmezte a régészeti és történelmi forrásokat, a barbár identitás új modelljét dolgozva ki. Hangsúlyozták, hogy a germánok feltételezett közös identitásának nincs létjogosultsága, hasonlóan a kelta és a szláv csoportokéhoz, hiszen a – primordialisták által félreértelmezett – görög-római írók a Germani, Keltoi vagy Sclavenoi népnevet egyfajta gyűjtőfogalomként használták, tekintet nélkül azok összetettségére és tényleges etnikai hátterére. A modernista szemléletű és marxista történészek a biológiai közösség helyett a politikai és gazdasági érdekek csoportteremtő szerepét hangsúlyozták.
Mások szerint a csoportidentitás dinamikus jellegű volt, mindenekelőtt a társadalom felső rétegei számára volt döntő fontosságú az etnikai hovatartozás, míg az alávetett népek a domináns csoporthoz igazították önmeghatározásukat és kultúrájukat. Jellemző példa, ahogy a 8. századi nyugati szláv vezetők az avarok tárgyi kultúráját másolták. Mivel a vezető etnikum katonai apparátusa volt a legfőbb etnikumképző tényező, s mivel a legyőzöttek a győzőkhöz igyekeztek hasonulni, egy külső hatalomnak való alávetés, egy újonnan létrejövő törzsszövetségbe való betagolás gyakran a nép végét jelentette. Emiatt a barbár identitás rendkívül képlékennyé vált, amit a kisebb csoportok közötti életmódbeli és nyelvi hasonlóságok, valamint a közös származás is elősegíthetett (pl. a steppevidék török népei, a kutrigurok és utrigurok esetében). Más kérdés, hogy bizonyos etnikumok történelmi szempontból meglepően hosszú ideig fennmaradhatnak, mint azt a krími gótok és a németországi szorbok példája mutatja.

## Etnicitás
A régészettudományban elterjedt nézet volt, hogy bizonyos tárgytípusok, valamint a tárgyi kultúránál konzervatívabbak gondolt temetkezési rítusok meghatározzák az eltemetett személy etnikai hovatartozását, jóllehet egyes tárgyak és újítások területi elterjedése túl nagy ahhoz, hogy egy etnikumhoz kössük őket. A kultúrtörténeti régészeti iskola azt vallotta, hogy a régészeti kultúrák közvetlen kapcsolatba hozhatók a történeti forrásokban szereplő népekkel vagy törzsszövetségekkel. Ebből kifolyólag az anyagi kultúra változását úgy értelmezték, mint a népek vándorlását vagy terjeszkedését. A konstrukcionizmus hatására az un. új régészet elutasította a fenti koncepciót, sőt magát az etnikai értelmezés lehetőségét is a kutatás margójára szorította. Mindemellett azt feltételezték, hogy az új kultúrák megjelenése sokkal inkább magyarázható a kereskedelemmel vagy a belső politikai fejlődéssel, mint a katonai hódítással.
Sok tudós mérsékeltebb álláspontot képviselt. Jóllehet elismerték, hogy a tárgyak etnikai interpretációja nem magától értetődő, egyes leleteket az identitás és a másság, az együvé tartozás és a többiek kizárásának emblémáiként értelmeztek. Peter Heather azt sugallta, hogy nincs okunk alapból elvetni a kultúra változását népmozgással magyarázó elméletet (különösen, ha azt írott források is alátámasztják). A kultúra (és a nyelv) mélyreható változásai gyakran egy uralkodó elit befolyásával indokolhatók, mely ugyanakkor csak kevés hatással lehet a teljes népesség összetételére, különösen, ha a bennszülött lakosság a változások átvételére hajlandó.
Nem hagyható figyelmen kívül és a régészeti leletek értékelése szempontjából kulcsfontosságú, hogy egyes országokban milyen mértékben alakult ki a politikától független, színvonalas népvándorláskor-kutatás. Nyugat-Európában, továbbá a térségünkben Ausztriában, Szlovéniában, Cseh-, Lengyel- és Magyarországon mára nacionalizmustól mentes régészet alakult ki, egyúttal a kutatók kritikusan és megfontoltan kezelik a régészeti kultúrák és a népek azonosítását, míg máshol a régészettudomány nem csekély mértékben nemzetpolitikai elvárásokat támogat.

## Antikvitás és középkor határán
A 19–20. század felfogása szerint a népvándorlás a civilizáció és barbarizmus harca volt, André Piganiol francia történész például egyenesen úgy fogalmazott, hogy „a Római Birodalom nem természetes halállal múlt ki, hanem meggyilkolták”. A korábbi kutatás hajlamos volt túlértékelni a rómaiak és a betelepült népelemek kulturális és életmódbeli eltéréseit, külön kitérve a hunok negatív történelmi szerepére. A fenti felfogás túlzottan leegyszerűsítő, hiszen a hun-római összecsapásként jellemzett és szimbólum-értékűvé emelt 451-es hadjáratban késő antik szövetségi rendszerek csaptak össze, valamint mindkét fél elsősorban germán fegyvereseket vonultatott fel.
A behatoló germánok eredetileg nem az államalapítás szándékával érkeztek, csupán letelepedést kerestek a már létező birodalomban. A rómaiaktól földbirtokot és szövetségesi (foederati) jogállást kaptak, ami lehetővé tette a romanizálódásukat. A kereszténység felvétele még inkább megkönnyítette a befogadókhoz való közeledést. (Az egyik legkorábbi nem latin bibliafordítást Wulfila gót püspök készítette 350 körül). Az anyagi kultúra átalakulására pedig jó példa a longobárd viselet Paulus Diaconus által leírt megváltozása.
A 4-6. század során a Nyugatrómai Birodalomban letelepedett népek önképét és külső megítélését két dolog formálta át. Egyrészt a hatalomra jutó germán előkelők – ha sokszor csak felszínesen is – a római hatalmi reprezentációt és kultúrát igyekeztek utánozni (imitatio imperii), másrészt a késő római, majd bizánci államvezetés naprakészen viszonyult a politikai változásokhoz, sőt nem egy esetben tett gesztusokat a nyugati birodalomfél új urainak. A címadományozások, beiktatások és értékes ajándékok tartoztak ide, mint Klodvig frank király 508-as konzuli kinevezése. Jóllehet belőlük került ki a Nyugatrómai Birodalom helyén kialakuló királyságok (regna) vezető rétege, a népvándorlás „jövevényeinek” száma lényegesen alacsonyabb volt a helyben lakókhoz képest. Utóbbiak demográfiai fölénye a hódítók beolvadásához vezetett.

## Időrend

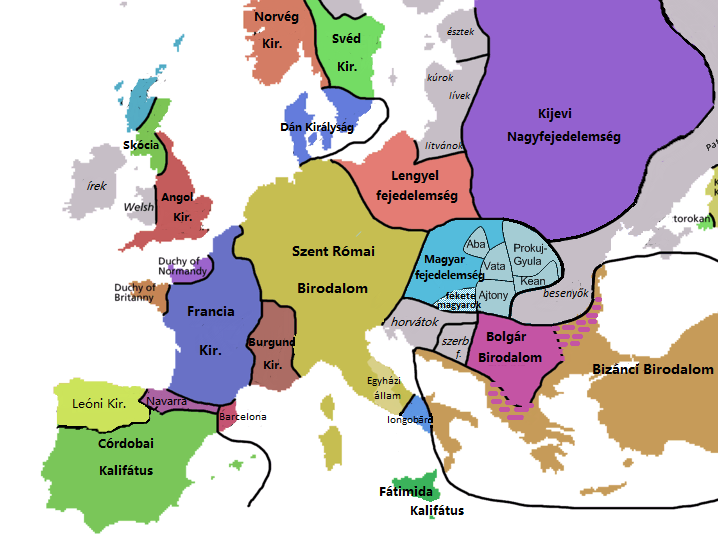
Európa népei a 10. sz. végén

### Elsődleges források
- ↑ Iordanes:  Iordanes: Getica. A gótok eredete és tettei. Közreadja: Kiss Magdolna. Budapest, L´Harmattan Kiadó, 2005. ISBN 963-9457-69-8

### Másodlagos források
- Bóna István: A középkor hajnala. A gepidák és a langobardok a Kárpát-medencében. Budapest, Corvina, 1974.
- ↑ Braudel II.:  Braudel, Fernand: Franciaország identitása. II. kötet. Az emberek és a dolgok. Helikon Kiadó, 2004. ISBN 963 208 850 6
- ↑ EmbK:  Az emberiség krónikája. Szerk.: Bodo Harenberg. Budapest, Officina Nova, 1990. ISBN 963-7835-60-1
- ↑ Granasztói:  Granasztói György: A középkori Európa népesedése. In: Európa ezer éve. A középkor. I. kötet. Szerk.: Klaniczay Gábor. Budapest, Osiris Kiadó, 2005. 67-78. o. ISBN 963-389-820-X
- ↑ Ostrogorsky: Georg Ostrogorsky: A bizánci állam története. Budapest: Osiris. 2003.  ISBN 963 389 383 6
- ↑ Pohl:  Pohl, Walter: Conceptions of ethnicity in Early Medieval Studies. In: Little, Lester K; Rosenwein, Barbara. Debating the Middle Ages: issues and readings. Wiley-Blackwell, 1989. ISBN 1-57718-008-9
- ↑ Szántó:  Szántó Richárd: Brit-szigetek. In: Középkori egyetemes történelem. Szerk.: Szántó Richárd. Szeged–Miskolc, 2006. 24-43. o. Online hozzáférés
- ↑ Sz. Jónás:  Sz. Jónás Ilona: Róma és a barbár királyságok. In: Európa ezer éve. A középkor. I. kötet. Szerk.: Klaniczay Gábor. Budapest, Osiris Kiadó, 2005. 99-116. o. ISBN 963-389-820-X
- László Gyula: A népvándorláskor művészete Magyarországon. Budapest, Corvina, 1970

## Kapcsolódó irodalom
- Geary, Patrick J.: A nemzetek mítosza. Európa népeinek születése a középkorban (ford. Duró Gábor), Atlantisz Könyvkiadó, Budapest, 2014 (Circus Maximus), ISBN 9789639777330